# Sarah Bormann
Sarah Bormann (* 27. April 1990 in Bad Soden-Salmünster) ist eine deutsche Boxerin. Bormann ist seit 2017 als Profi aktiv und Weltmeisterin im Minimumgewicht und Halbfliegengewicht. Zuvor war Sarah Bormann als Amateurin im Deutschen Boxsport-Verband (DBV) aktiv. Sie bestritt über 121 Amateurkämpfe, war 4-fache Deutsche Meisterin und boxte von 2010 bis 2017 im Deutschen Bundeskader.

## Amateurkarriere (Olympisches Boxen)
Bormann war vierfache Deutsche Meisterin in der Eliteklasse. 2010 und 2013 wurde sie Deutsche Meisterin im Halbfliegengewicht bis 48 kg, 2016 und 2017 im Fliegengewicht bis 51 kg.
Bormann ist bis heute die einzige Boxerin des DBV, die alle ihre acht Ländervergleichskämpfe gewinnen konnte und damit bisher ungeschlagen blieb.

### Erfolge

#### Meisterschaften
- Deutsche Meisterschaft 2010 (1. Platz, 48 kg)[3][4][5]
- Deutsche Meisterschaft 2013 (1. Platz, 48 kg)[6]
- Deutsche Meisterschaft 2016 (1. Platz, 51 kg)[7][8][9]
- Deutsche Meisterschaft 2017 (1. Platz, 51 kg)[10][11][12][13][14]
- Hessenmeisterschaft 2010 (1. Platz, 51 kg)[15]
- Hessenmeisterschaft 2015 (1. Platz, 51 kg)[15]
- Hessenmeisterschaft 2016 (1. Platz, 51 kg)[15][16]

#### Ländervergleichskämpfe
- 2013: Punktsieg 16:8 über Anita Böde (Ungarn, 48 kg)
- 2013: RSC-Sieg über Angelina Gronzka (Polen, 48 kg)
- 2013: Punktsieg 3:0 über Kristy Harris (Australien, 51 kg)
- 2013: Punktsieg 3:0 über Nikki Arnaold (Neuseeland, 51 kg)
- 2014: Punktsieg 2:1 über Sayana Sagatayeva (Russland, 51 kg)[17]
- 2014: Punktsieg 3:0 über Ceire Smith (Irland, 51 kg)
- 2015: Punktsieg 3:0 über Nadia Barriga (Schweiz, 51 kg)
- 2016: Punktsieg 3:0 über Sofia Papp (Ungarn, 48 kg)

#### Internationale Turniere (Auszug)
- 2010: Internationaler Düsseldorfer Amazonen–Cup (1. Platz, 51 kg) – Punktsieg 3:0 im Finale gegen Pernille Larsen (Dänemark)[18][19]
- 2010: Internationales Frauenturnier (1. Platz, 51 kg) – Punktsieg im Finale gegen Matina Merchinelli (Italien)[15]
- 2011: International Girls Cup (1. Platz, 48 kg) – Punktsieg 10:0 im Finale gegen Cindy Petereit (Deutschland)[15]
- 2012: Internationales Frauenturnier, Schweiz (1. Platz, 51 kg) – Punktsieg 3:0 im Finale gegen Nadia Barriga (Schweiz)[20]
- 2012: Internationales Boxturnier Alzey (1. Platz, 51 kg) – Punktsieg 2:1 im Finale gegen Martina Merchinelli (Italien)[15]
- 2012: International Queens Cup (1. Platz, 48 kg) – Punktsieg 20:12 im Finale gegen Christina Rupprecht (Deutschland)[21][22]
- 2013: International Girls Cup (1. Platz, 51 kg) – Viertelfinale: Punktsieg 17:15 gegen Annemarie Stark (Deutschland), Halbfinale: Punktsieg 20:9 gegen Nora Guzlander (Schweden), Finale: Punktsieg 9:8 gegen Katalin Ancsin (Ungarn)[23][15]
- 2013: International Round–Robin Tournament (1. Platz, 48 kg) – Punktsieg 16:8 gegen Anita Böde (Ungarn),  RSC Sieg Runde 4 gegen Angelina Gronzka (Polen), Punktsieg 19:9 gegen Felicitas Vogt (Deutschland)[24][25]
- 2013: International Strela Cup (1. Platz, 51 kg) – Punktsieg 3:0 gegen Kristy Harris (Australien), Punktsieg 3:0 gegen Nikki Arnaold (Neuseeland)[26][27]
- 2013: International Queens Cup (1. Platz, 48 kg) – Viertelfinale: Punktsieg 3:0 gegen Anita Böde (Ungarn), Halbfinale: Punktsieg 2:1 gegen Lotta Loikkanen (Finland), Finale: Punktsieg 3:0 gegen Elin Rönnlund (Schweden)[27]
- 2014: Nations Women’s Cup (2. Platz, 48 kg) – Vorrunde 1/16: Punktsieg 3:0 gegen Virgina Brankai (Ungarn), Viertelfinale: Punktsieg 2:1 gegen Svetlana Dimitrieva (Russland), Halbfinale: Punktsieg 3:0 gegen Matea Raoteric (Slowenien), Finale: Punktniederlage 0:3 gegen Souhila Bouchene (Algerien)[28]
- 2014: Round–Robin-Turnier (1. Platz, 51 kg) – Punktsieg 2:1 gegen Sayana Sagatayeva (Russland), Punktsieg 3:0 gegen Ceire Smith (Irland), Unentschieden 0:0  gegen Pinar Yimaz (Deutschland)[17][29][30]
- 2015: Nations Women’s Cup (2. Platz, 51 kg) – 1st round bye, Viertelfinale: TKO-Sieg Runde 2 gegen Monika Bozicko (Slowenien), Halbfinale: TKO-Sieg Runde 3 gegen Jelena Cvijic (Kroatien), Finale: Punktniederlage 0:3 gegen Jaina Shekerbekova (Kasachstan)[31][32]
- 2015: International Queens Cup (2. Platz, 48 kg) – Viertelfinale: Punktsieg 2:1 gegen Lise Sandebjer (Schweden), Halbfinale: Punktsieg 3:0 gegen Satu Lehtonen (Finland), Finale: Punktniederlage 1:2 gegen Ekatarina Pinigina (Russland)[33]
- 2016: Three Nations Tournament (1. Platz, 51 kg) – Punktsieg im Finale gegen Jana Prokesova (Tschechien)[15]
- 2016: Laureus Boxing Cup (1. Platz, 51 kg) – 1st round bye, Halbfinale: Punktsieg gegen Annemarie Stark (Deutschland), Finale: Punktsieg 3:0 gegen Johanna Göllert (Deutschland)[15]
- 2017: Slovakia Boxing Cup (1. Platz, 51 kg) – Halbfinale: Punktsieg 4:1 gegen J.A. Dulani Jayasinghe (Sri Lanka), Finale: Punktsieg 3:0 gegen Jasmina Zapotoczna (Polen)[34][14]
- 2017: Internationales Frauenturnier | Sparkassen Cup (1. Platz) – 1st round bye, Halbfinale: Punktsieg 3:0 gegen Linda Ooms (Niederlande), Finale: Punktsieg 3:0 gegen Nadia Barriga (Schweiz)[35][15]

#### Weltmeisterschaft
AIBA Frauen Weltmeisterschaft 2016, Astana/Kasachstan, Halbfliegengewicht, (48 kg)
Vorrunde 1/32: Punktsieg 3:0 gegen Sunita Lallu (Neuseeland) – Vorrunde 1/16: Punktniederlage 0:3 gegen U Yong Gum (Nordkorea)

## Profikarriere
Seit 2017 boxt Bormann als Profi im Halbfliegengewicht. Am 15. Dezember 2017 gewann sie ihren ersten Profikampf durch TKO. Von bisher einundzwanzig absolvierten Profikämpfen konnte sie zwanzig gewinnen, davon sieben durch K. o.
Ihr Profidebüt gewann Sarah Bormann gegen Kitti Kolompar schon nach 34 Sekunden in der ersten Runde durch TKO. Schon im 5. Kampf boxte Sarah Bormann um die internationale Deutsche Meisterschaft des BDB (Bund Deutscher Berufsboxer e.V.) und um die Intercontinentale Meisterschaft der WIBF (Women’s International Boxing Federation) und GBU (Global Boxing Union).
Im 6. Kampf gewann Sarah Bormann die Weltmeisterschaft der WIBF und GBU im Halbfliegengewicht.
Nach erfolgreichen Titelverteidigungen gegen Evgeniya Zablotskaya (Russland) und Sanae Jah (Belgien) gewann Bormann gegen Anne Sophie Da Costa (Frankreich) 2019 auch den Weltmeistertitel der WBF (World Boxing Federation).
Nach einer weiteren erfolgreichen Titelverteidigung gegen Lotta Loikannen (Finnland), konnte Bormann wegen der COVID-19-Pandemie 16 Monate keinen Kampf bestreiten.
Im Mai 2021 stieg Bormann eine Gewichtsklasse ab und trat in Belgrad im Minimumgewicht zu einem Kampf um die WBC- Interims-, WIBF-, GBU- und WBF-Weltmeisterschaft gegen Catalina Diaz (Spanien) an, den sie einstimmig nach Punkten gewann.
Der WBC-Interims-Titel wurde später wegen interner Unstimmigkeiten zwischen dem WBC und dem Veranstalter als Silver Titel umgeändert.
Genau ein Jahr später, im Mai 2022, boxte Bormann gegen Ana Arrazola aus Mexiko um den WBC Silver Titel sowie um die IBO-Weltmeisterschaft im Minimumgewicht. Auch diesen Kampf gewann Bormann einstimmig nach Punkten – trotz eines stark blutenden Cuts oberhalb der Stirn, der ihr in der dritten Runde durch einen Kopfstoß Arrazolas zugefügt wurde.
Im September 2022 verteidigte Bormann gegen Elizabeth Lopez Corzo (Mexiko) ihren WBC (World Boxing Council) Silver Titel einstimmig nach Punkten. Nach dem Kampf legte Bormann ihren IBO (International Boxing Organisation) WM-Titel nieder und bekam dadurch im Mai 2023 die Chance, nach dem sie mehr als zwei Jahre (2021 Halbfliegengewicht und 2021–2022 Minimumgewicht) die Nummer eins Pflichtherausforderin bei der WBC war, um den WM-Interims-Titel gegen die bis dahin ungeschlagene Yadira Bustillos (USA) zu boxen. Auch diesen Kampf gewann Bormann einstimmig nach Punkten und wurde somit Interims-WBC-Weltmeisterin. Nur einen Monat später verteidigte Bormann erfolgreich ihren WBC Titel gegen Perla Perez (Mexiko). In diesen Kampf ging es zusätzlich noch um den Interims-WM-Titel der IBF (International Boxing Federation) da Bormann auch in diesem Verband mehr als drei Jahre in zwei Gewichtsklassen (2019–2020 Halbfliegengewicht, 2022–2023 Minimumgewicht) die Nummer eins und somit Pflichtherausforderin war. Zuvor hatten die Covid-19-Pandemie und anschließend die WM-Vereinigungskämpfe der IBF-Weltmeisterin den Titelkampf verhindert.
Bemerkenswert und außergewöhnlich ist, dass Sarah Bormann, nach Recherchen, in den Weltranglistenpositionen im Zeitraum von 2019 bis 2023 bei allen großen Weltverbänden WBA (World Boxing Association), WBC (World Boxing Council), WBO (World Boxing Organization), IBF (International Boxing Federation), IBO (International Boxing Organization) als Nummer eins Pflichtherausforderin gelistet war.
Da aber immer wieder ein Kampf gegen eine der anderen Weltmeisterinnen nicht zustande kam, suchte Bormann eine Gewichtsklasse höher im Halbfliegengewicht eine neue Herausforderung und forderte dort die Doppelweltmeisterin der WBA und WBC Yesica Nery Plata aus Mexiko heraus. Yesica Nery Plata war ihres Zeichen die einzige Superweltmeisterin der WBA im gesamten Frauenboxen und unumstrittene Nr. 1 im Halbfliegengewicht der Ranglisten des renommierten The Ring Magazine und bei BoxRec, wo Nery Plata Anfang des Jahres 2023 auch noch als Nr. 1 Pound for Pound (Gewichtsklassenübergreifend) als beste Boxerin der Welt gelistet war.
Nery Plata nahm die Herausforderung an und verteidigte ihre WBA Super und WBC Weltmeistertitel gegen Bormann am 16. Dezember 2023 in Karlsruhe. Es war ein hochklassiger und spektakulärer Kampf mit vielen Höhen und Tiefen für beide Boxerinnen, mit einem besseren Ende für die Titelverteidigerin. Yesica Nery Plata gewann gegen Sarah Bormann knapp mit geteilter Punktentscheidung und verteidigte so ihre beiden Titel. Für Bormann war es die erste Niederlage in ihrer Profikarriere. Internationale Experten des Boxsports waren der Meinung, dass Bormann an diesem Abend gegen die extrem erfahrene Boxerin Yesica Nery Plata zu verkrampft boxte, was ihr schließlich den Sieg kostete.
Im Mai 2024 kehrte Sarah Bormann eindrucksvoll gegen die ehemalige WBO-Weltmeisterin Tamara Elisabet Demarco (Argentinien) auf die Siegerstraße zurück und dominierte den Kampf nach Belieben. Mit einem klaren Sieg durch einstimmige Entscheidung holte sich Bormann erneut den IBO Weltmeistertitel im Minimumgewicht.
Im Oktober 2024 gab die unumstrittene Weltmeisterin Seniesa Estrada (USA) ihren Rücktritt aus dem Profiboxsport bekannt. Damit wurden die Welttitel der WBA, WBC, WBO und IBF im Minimumgewicht vakant.
Da Sarah Bormann bei der WBC seit 2021 als Mandatory (Pflichtherausforderin) im Minimumgewicht geführt wurde und trotz jahrelangem Pflichtstatus, Anordnungen und Zusagen des zuständigen WBC-Vorsitzenden für den Frauenbereich immer wieder kein WBC-Weltmeisterschaftskampf im Minimumgewicht zustande kam und sie bereits mehr als drei Jahre wartete, nahm Bormann ihre Chance bei der WBO (World Boxing Organization) wahr. Dort wurde sie als Nummer eins der Weltrangliste geführt und boxte am 14. Dezember 2024 gegen die amtierende WBA- und WBO-Lateinamerika-Meisterin Jennifer Sabrina Meza aus Argentinien. Bormann gewann den Kampf einstimmig nach Punkten und sicherte sich den WBO-Weltmeistertitel.
Im April 2025 verteidigte Bormann ihren Titel erfolgreich nach Punkten gegen die EBU (European Boxing Union) Europameisterin aus Spanien, Isabel Rivero.

### Titel im Profiboxen
- 2018: BDB Internationale Deutsche Meisterin im Fliegengewicht[41][42]
- 2018: WIBF und GBU Intercontinentale Meisterin im Fliegengewicht[88][41]
- 2018–2023: WIBF und GBU Weltmeisterin im Halbfliegengewicht[43][44]
- 2019–2023: WBF Weltmeisterin im Halbfliegengewicht
- 2021–2023: WIBF und GBU Weltmeisterin im Minimumgewicht
- 2021–2023: WBF Weltmeisterin im Minimumgewicht
- 2021: WBC-Interims-Weltmeisterin im Minimumgewicht[89][90][91][92][93][94][95][96][97][98]
- 2021–2023: WBC Silver Champion im Minimumgewicht[99][100][101][102]
- 2022: IBO Weltmeisterin im Minimumgewicht[99][100][101][103]
- 2023: WBC-Interims-Weltmeisterin im Minimumgewicht
- 2023: IBF-Interims-Weltmeisterin im Minimumgewicht
- 2024: IBO Weltmeisterin im Minimumgewicht[80]
- 2024–2025: WBO Weltmeisterin im Minimumgewicht[83][84]

## Auszeichnungen (Auszug)
- 2010: „Sportlerin des Jahres“ im Main-Kinzig-Kreis[19]
- 2010: Hessischer Boxverband: „Hessens Boxerin des Jahres“[4]
- 2011: Goldene Ehrennadel der Stadt Hanau[104]
- 2013: „Beste Technikerin Elite“ (Deutscher Boxsport-Verband / DBV)
- 2014: „Beste Kämpferin Elite“ (DBV)
- 2016: Leistungsnadel in Silber (Landessportbund Hessen)
- 2017: Goldene Ehrennadel (Hessischer Boxverband / HBV)
- 2017: Goldene Ehrennadel (DBV)[2]
- 2018: Goldene Münze der Stadt Nidderau[105]
- 2018: Eintrag ins Goldene Buch der Stadt Nidderau[106][107]
- 2019: „Sportlerin des Jahres“ im Main-Kinzig-Kreis[108][109]
- 2021: „Hanauer Sportlerin des Jahres“[110]
- 2022: „Boxerin des Jahres 2022“, Boxen1[111]